# Metalectra dotata
Metalectra dotata là một loài bướm đêm trong họ Erebidae.